# Jornal da Tarde (RTP)
O Jornal da Tarde é um dos principais noticiários da RTP que vai para o ar todos os dias às 13h00. Sendo uma das marcas mais antigas da informação da RTP, é atualmente apresentado por Carlos Daniel, Hélder Silva,  Sandra Fernandes Pereira e Cristiana Freitas. É emitido em simultâneo na RTP1, RTP Internacional e RTP África.
A história da informação da hora de almoço surgiu na RTP1 em 1970, quando a emissora decidiu abrir um novo período de emissão para o horário compreendido entre as 12h45 e as 15h. Foi nesse contexto que surgiu, pela primeira vez, um noticiário ao início da tarde, a 1ª edição do Telejornal, que ia para o ar por volta das 13h45 e tinha 15 minutos de emissão. Este serviço viria a terminar em 1976 com o encerramento deste período de emissão e, posteriormente, com o Ciclo Preparatório TV.
No entanto, em fevereiro de 1982, o noticiário do início da tarde regressou com a reabertura deste período de emissão, com o serviço de notícias intitulado Primeiro Jornal, que a 18 de outubro viria a adotar o seu atual nome: Jornal da Tarde.
Com a crise de 1983, e tendo a vista a poupança de energia, este período de emissão voltaria a encerrar, terminando o serviço noticioso do início da tarde, a 6 de março de 1984. A informação ao início da tarde regressou em julho de 1985, com duas sínteses de notícias (às 12h e às 12h45/13h), com o Jornal da Tarde a regressar em fevereiro de 1986, continuando em emissão até hoje.
Desde 15 de julho de 2025, devido à renovação do estúdio de informação do Centro de Produção do Norte, o Jornal da Tarde tem sido emitido através de Lisboa, nos dias úteis, e em Vila Nova de Gaia, ao fim de semana.

## Apresentadores

### Atuais Apresentadores
| Anos                                  | Apresentador             | Dias           |
| ------------------------------------- | ------------------------ | -------------- |
| 1994-2000 / 2001-2020 / 2021-presente | Carlos Daniel            | Diariamente    |
| 2003-presente                         | Hélder Silva             | Diariamente    |
| 2018-presente                         | Sandra Fernandes Pereira | Diariamente    |
| 2023-presente                         | Cristiana Freitas        | Ocasionalmente |

### Antigos Apresentadores
- João Pacheco de Miranda
- Eduarda Maio
- Fátima Campos Ferreira
- José Alberto Carvalho
- Judite de Sousa
- Júlio Magalhães
- José Carlos Castro
- Andreia Neves
- João Fernando Ramos
- Estela Machado

## Emissões especiais
| Data                   | Local                  | Ocasião                                                  | Refs.                                     |
| ---------------------- | ---------------------- | -------------------------------------------------------- | ----------------------------------------- |
| 16 de novembro de 2022 | Azinhaga               | 100 anos do nascimento de José Saramago                  | [ 11 ]                                    |
| 10 de junho de 2023    | Peso da Régua          | Dia de Portugal, de Camões e das Comunidades Portuguesas | [ 12 ]                                    |
| 1-6 de agosto de 2023  | Lisboa                 | Jornada Mundial da Juventude de 2023                     | [ 13 ] [ 14 ] [ 15 ] [ 16 ] [ 17 ] [ 18 ] |
| 10 de junho de 2024    | Coimbra                | Dia de Portugal, de Camões e das Comunidades Portuguesas | [ 19 ]                                    |
| 16 de março de 2025    | Vila Nova de Famalicão | 200 anos do nascimento de Camilo Castelo Branco          | [ 20 ]                                    |
| 12 de abril de 2025    | Porto                  | 20 anos da Casa da Música                                | [ 21 ]                                    |